# Naxos Kwartetten
De Naxos Kwartetten (Naxos Quartets) is een serie strijkkwartetten van de Britse componist sir Peter Maxwell Davies (PMD). Ze zijn gecomponeerd in opdracht van het platenlabel Naxos; de opdracht was tien strijkkwartetten. De eerste in de serie van vijf cd's verscheen op 1 augustus 2006, uiteraard op het budgetlabel zelf. Uitvoerende is het Maggina Quartet. Op 25 september 2008 kwam de laatste cd uit.

## De strijkkwartetten
Naxos Kwartet nr. 1

Naxos Kwartet nr. 2

Naxos Kwartet nr. 3

Naxos Kwartet nr. 4

Naxos Kwartet nr. 5

Naxos Kwartet nr. 6

Naxos Kwartet nr. 7

### Naxos Kwartet nr. 8
Aangezien de strijkkwartetten per paar per CD worden uitgegeven en Naxos Kwartet nr. 7 qua tijd lang was uitgevallen, is Naxos kwartet nr. 8 kort van tijdsduur, nl 19 minuten. Het strijkkwartet is in één deel geschreven en losjes gebaseerd op Queen Elizabeth's Galliard van John Dowland (galliard is een dans). Het kwartet is opgedragen aan de 80-ste verjaardag van Elizabeth II van Engeland in 2005.

### Naxos Kwartet nr. 9
Het kwartet nummer 9 (2008) is opgedragen aan wiskundige Kathleen Ollerenshaw, deels als reactie op het feit dat zij haar boek Constructing pandiagonal magic squares of arbitrary large size had opgedragen aan PMD. Het strijkkwartet is een strijkkwartet in een strijkkwartet. Het uiteindelijke deel 1 bevat het oorspronkelijke deel 2; het huidige deel 1 en 2 vormen het eerste deelstrijkkwartet dat werd aangevuld door de latere delen. De delen 3, 4 en 5 zijn zelfstandige miniaturen en deel 6 is de recapitulatie.

#### Delen
1. Allegro (waarin dus het eerste largo)
2. Largo
3. Presto
4. Lento
5. Alla marcia
6. Allegro

### Naxos Kwartet nr. 10
Het kwartet nr. 10 (2008) is opgedragen aan Fausto Moroni. Met dit kwartet dat de componist als open eind ziet in deze serie, ging hij terug naar de structuur van een baroksuite. In dit geval een suite op basis van Schotse dansen (PMD verbleef/verblijft veel in Schotland). Het laatste deel houdt abrupt op, als een echt open eind....

#### Delen
1. Broken Reel (allegro)
2. Slow air and rant (adagio non troppo)
3. Passamezzo farewell (adagio flessible)
4. Hornpipe unfinished (allegro moderato)